# Craig Adams
Craig Adams (* 26. April 1977 in Seria, Brunei) ist ein ehemaliger kanadischer Eishockeyspieler. Den Großteil seiner über 1000 NHL-Spiele andauernden Karriere verbrachte der Angreifer bei den Carolina Hurricanes und den Pittsburgh Penguins, mit denen er jeweils einmal den Stanley Cup gewann.

## Karriere
Craig Adams wurde während des NHL Entry Draft 1996 als insgesamt 223. Spieler in der neunten Runde von den Hartford Whalers ausgewählt – somit war er der letzte Spieler in der Geschichte der Whalers, den sie je in einem Draft wählten. Von 1995 bis 1999 spielte Adams für die Eishockeymannschaft der Harvard University in der ECAC Hockey. Anschließend wechselte er zu den Cincinnati Cyclones aus der International Hockey League. Während der Saison 2000/01 machte Adams sein Debüt in der National Hockey League für die Carolina Hurricanes, bei denen er bis 2004 spielte. Während des Lockout in der NHL während der Saison 2004/05 stand der Angreifer bei den HC Milano Vipers aus der italienischen Serie A unter Vertrag, für die er 29 Scorerpunkte, davon 15 Tore, in 30 Spielen erzielte.
Nach Wiederaufnahme des Spielbetriebs in der NHL erhielt Adams als Free Agent einen Vertrag bei seinem Ex-Klub Carolina Hurricanes. Mit Carolina gewann er in der Spielzeit 2005/06 den Stanley Cup und kam in 25 Playoffspielen zum Einsatz. In derselben Spielzeit bestritt er 13 Spiele für das damalige Farmteam der Hurricanes, die Lowell Lock Monsters.
Am 17. Januar 2008 wurde Adams im Tausch gegen ein leistungsbedingtes Wahlrecht während des NHL Entry Draft 2009 an die Chicago Blackhawks abgegeben. Knapp ein Jahr später wechselte er zu den Pittsburgh Penguins, mit denen er am Saisonende ein zweites Mal den Stanley Cup gewann. Adams verblieb in der Folge weitere sechs Spielzeiten in Pittsburgh, bis er nach der Saison 2014/15 keinen neuen Vertrag unterzeichnete und im Januar 2016 seine Karriere offiziell beendete.

## Erfolge und Auszeichnungen
- 2005 Italienischer Meister mit dem HC Milano Vipers
- 2006 Stanley-Cup-Gewinn mit den Carolina Hurricanes
- 2009 Stanley-Cup-Gewinn mit den Pittsburgh Penguins

## Karrierestatistik
(Legende zur Spielerstatistik: Sp oder GP = absolvierte Spiele; T oder G = erzielte Tore; V oder A = erzielte Assists; Pkt oder Pts = erzielte Scorerpunkte; SM oder PIM = erhaltene Strafminuten; +/− = Plus/Minus-Bilanz; PP = erzielte Überzahltore; SH = erzielte Unterzahltore; GW = erzielte Siegtore; 1 Play-downs/Relegation; Kursiv: Statistik nicht vollständig)